# Port of Los Angeles
Port of Los Angeles – port w mieście Los Angeles w stanie Kalifornia w Stanach Zjednoczonych, nad Zatoką San Pedro (Ocean Spokojny), ok. 30 km na południe od centrum Los Angeles. Cały kompleks zajmuje powierzchnię ok. 30 km² i rozciąga się na długości ok. 70 km wybrzeża. Na terenie portu znajduje się  270 nabrzeży oraz 27 terminali. Od południa sąsiaduje z portem Long Beach.
Jest największym portem w Stanach Zjednoczonych pod względem wielkości ruchu kontenerowego, wynoszącego w 2020 roku ponad 9,2 mln TEU. Głównymi produktami przybywającymi do portu są meble, zabawki, sprzęt elektroniczny, obuwie i ubrania. Głównymi produktami eksportowanymi przez port są produkty papiernicze, tkaniny, pasze, złom oraz soja. Głównymi partnerami handlowymi są kraje Azji Wschodniej: Chiny, Japonia, Tajwan, Korea Południowa i Tajlandia. Terminal samochodowy przeładował w 2004 roku ok. 220,8 tys. samochodów. Do portu zawinęło w 2004 roku ok. 2700 statków. Ruch pasażerów w terminalu pasażerskim wyniósł w 2004 roku ok. 950 tys. osób.